# Serica ovata
Serica ovata är en skalbaggsart som beskrevs av Shuhei Nomura 1974. Serica ovata ingår i släktet Serica och familjen Melolonthidae. Inga underarter finns listade i Catalogue of Life.